# Zeuxippe
Zeuxippe is de naam van verschillende vrouwen uit de Griekse mythologie:
- De dochter van Oceanus en Tethys (een Oceanide), die aan Teleon Butes en Eribotes baarde.
- De moeder van Erechtheus, Butes, Procne en Philomela en echtgenote van Pandion I. Haar zuster was Praxithea.
- De dochter van Hippocoon en de vrouw van Antiphates. Haar kinderen waren Oicles en Amphalces.
- De dochter van Lamedon en Pheno, die bezwangerd werd door Sicyon en Chthonophyle baarde.